# Anfernee Hardaway

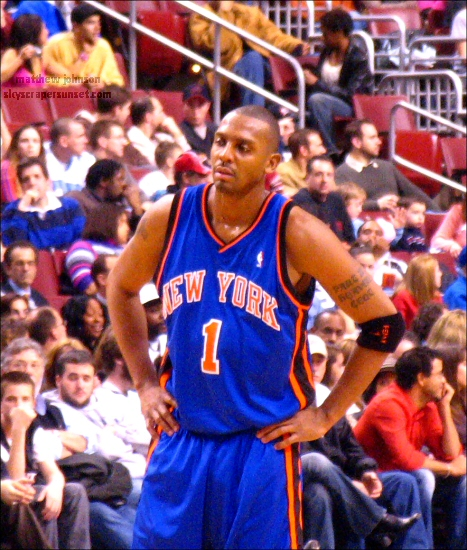
Penny Hardaway i New York Knicks, 2005.

Anfernee Deon "Penny" Hardaway, född 18 juni 1971 i Memphis i Tennessee, är en amerikansk baskettränare och tidigare basketspelare (PG/SG). Han är sedan 2018 tränare för college-laget Memphis Tigers.
Hardaway var med och tog OS-guld 1996 i Atlanta. Detta var USA:s elfte basketguld på herrsidan i olympiska sommarspelen.

## Lag som spelare
- Orlando Magic (1993–1999)
- Phoenix Suns (1999–2004)
- New York Knicks (2004–2006)
- Miami Heat (2007)